# Sütterlin

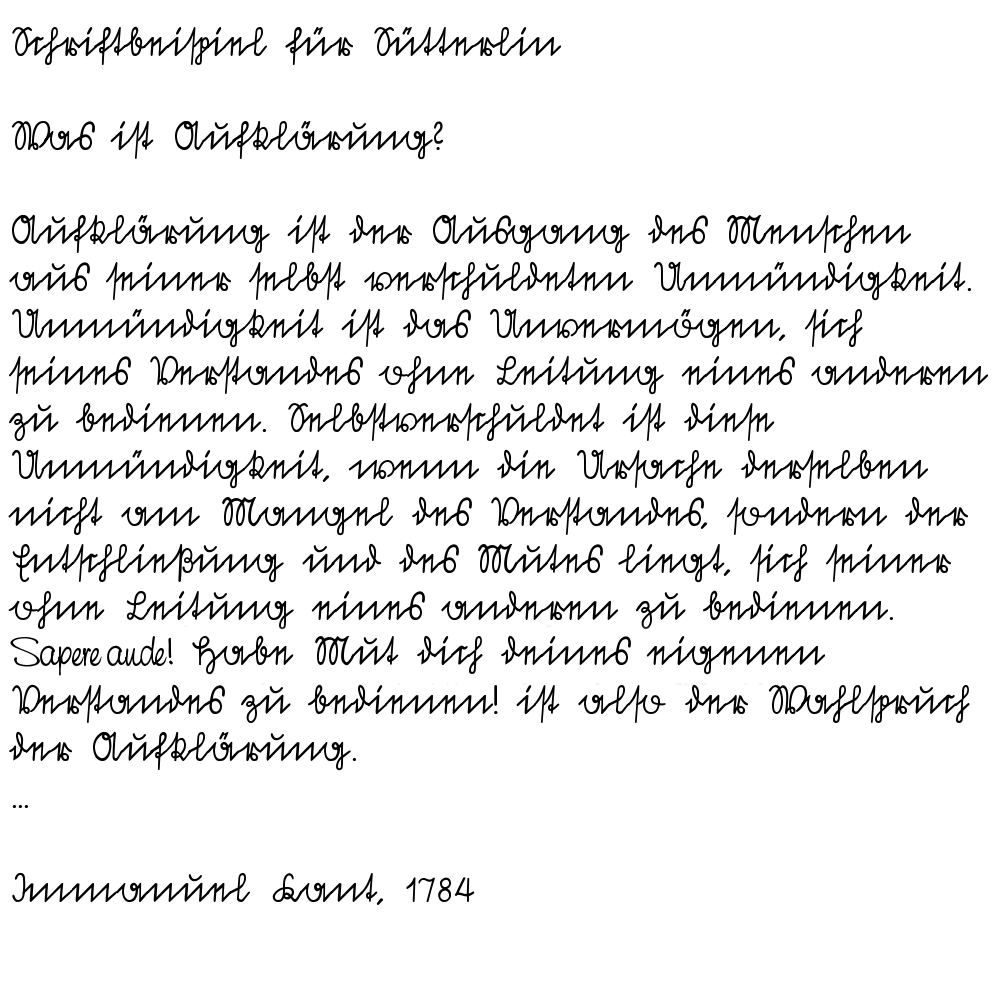
Ukázka textu psaného sütterlinem

Sütterlin je konkrétní forma německé novogotické kurzívy (tedy kurentu). Psací písmo navrhl grafik Ludwig Sütterlin roku 1911 na základě pověření pruským kulturním a školním ministerstvem. 
Sütterlin byl zaveden v Prusku v roce 1915, za Výmarské republiky začal vytlačovat jiné formy kurentu a v roce 1935 se stal součástí učebního plánu. V roce 1941 bylo psaní němčiny novogotickým písmem zakázáno.